# Mistrzostwa Europy U-18 w Rugby 7 Kobiet 2021
Mistrzostwa Europy U-18 w Rugby 7 Kobiet 2022 – zaplanowane do rozegrania siódme mistrzostwa Europy U-18 w rugby 7 kobiet, oficjalne międzynarodowe zawody rugby 7 o zasięgu kontynentalnym organizowane przez Rugby Europe mające na celu wyłonienie najlepszej w Europie żeńskiej reprezentacji narodowej złożonej z zawodników do lat osiemnastu. Zawody mistrzowskie ostatecznie nie odbyły się, zorganizowano jedynie zawody na poziomie Trophy, które odbyły się w formie siedmiozespołowego turnieju rozegranego w dniach 16–17 lipca 2021 roku w Gdańsku.
Zawody powróciły do kalendarza imprez po rocznej przerwie spowodowanej pandemią COVID-19. Ostatecznie zorganizowano tylko turniej na drugim poziomie rozgrywek – Trophy – a siedem uczestniczących zespołów rywalizowało systemem kołowym.
Z kompletem zwycięstw w zawodach triumfowała reprezentacja gospodyń.

## Mecze
| 16 lipca 202110:30 | Niemcy U-18 | 24:5 | Węgry U-18 | Gdański Stadion Lekkoatletyczny i Rugby, Gdańsk Sędzia: Ana Pogosyani |
| 16 lipca 202110:30 |             | 24:5 |            | Gdański Stadion Lekkoatletyczny i Rugby, Gdańsk Sędzia: Ana Pogosyani |

| 16 lipca 202110:52 | Polska U-18 | 46:0 | Turcja U-18 | Gdański Stadion Lekkoatletyczny i Rugby, Gdańsk Sędzia: Aurélie Lemouzy |
| 16 lipca 202110:52 |             | 46:0 |             | Gdański Stadion Lekkoatletyczny i Rugby, Gdańsk Sędzia: Aurélie Lemouzy |

| 16 lipca 202111:14 | Szwecja U-18 | 31:5 | Litwa U-18 | Gdański Stadion Lekkoatletyczny i Rugby, Gdańsk Sędzia: Loredana Juncanariu |
| 16 lipca 202111:14 |              | 31:5 |            | Gdański Stadion Lekkoatletyczny i Rugby, Gdańsk Sędzia: Loredana Juncanariu |

| 16 lipca 202112:45 | Niemcy U-18 | 36:5 | Turcja U-18 | Gdański Stadion Lekkoatletyczny i Rugby, Gdańsk Sędzia: Petra Drušković |
| 16 lipca 202112:45 |             | 36:5 |             | Gdański Stadion Lekkoatletyczny i Rugby, Gdańsk Sędzia: Petra Drušković |

| 16 lipca 202113:07 | Szwecja U-18 | 26:29 | Węgry U-18 | Gdański Stadion Lekkoatletyczny i Rugby, Gdańsk Sędzia: Ana Pogosyani |
| 16 lipca 202113:07 |              | 26:29 |            | Gdański Stadion Lekkoatletyczny i Rugby, Gdańsk Sędzia: Ana Pogosyani |

| 16 lipca 202113:29 | Polska U-18 | 38:0 | Łotwa U-18 | Gdański Stadion Lekkoatletyczny i Rugby, Gdańsk Sędzia: Aurélie Lemouzy |
| 16 lipca 202113:29 |             | 38:0 |            | Gdański Stadion Lekkoatletyczny i Rugby, Gdańsk Sędzia: Aurélie Lemouzy |

| 16 lipca 202115:00 | Węgry U-18 | 38:7 | Litwa U-18 | Gdański Stadion Lekkoatletyczny i Rugby, Gdańsk Sędzia: Loredana Juncanariu |
| 16 lipca 202115:00 |            | 38:7 |            | Gdański Stadion Lekkoatletyczny i Rugby, Gdańsk Sędzia: Loredana Juncanariu |

| 16 lipca 202115:22 | Niemcy U-18 | 39:5 | Łotwa U-18 | Gdański Stadion Lekkoatletyczny i Rugby, Gdańsk Sędzia: Petra Drušković |
| 16 lipca 202115:22 |             | 39:5 |            | Gdański Stadion Lekkoatletyczny i Rugby, Gdańsk Sędzia: Petra Drušković |

| 16 lipca 202115:44 | Szwecja U-18 | 10:15 | Turcja U-18 | Gdański Stadion Lekkoatletyczny i Rugby, Gdańsk Sędzia: Ana Pogosyani |
| 16 lipca 202115:44 |              | 10:15 |             | Gdański Stadion Lekkoatletyczny i Rugby, Gdańsk Sędzia: Ana Pogosyani |

| 16 lipca 202117:15 | Łotwa U-18 | 26:17 | Litwa U-18 | Gdański Stadion Lekkoatletyczny i Rugby, Gdańsk Sędzia: Aurélie Lemouzy |
| 16 lipca 202117:15 |            | 26:17 |            | Gdański Stadion Lekkoatletyczny i Rugby, Gdańsk Sędzia: Aurélie Lemouzy |

| 16 lipca 202117:37 | Turcja U-18 | 0:26 | Węgry U-18 | Gdański Stadion Lekkoatletyczny i Rugby, Gdańsk |
| 16 lipca 202117:37 |             | 0:26 |            | Gdański Stadion Lekkoatletyczny i Rugby, Gdańsk |

| 16 lipca 202117:59 | Szwecja U-18 | 5:51 | Polska U-18 | Gdański Stadion Lekkoatletyczny i Rugby, Gdańsk Sędzia: Petra Drušković |
| 16 lipca 202117:59 |              | 5:51 |             | Gdański Stadion Lekkoatletyczny i Rugby, Gdańsk Sędzia: Petra Drušković |

| 17 lipca 202112:00 | Łotwa U-18 | 0:15 | Turcja U-18 | Gdański Stadion Lekkoatletyczny i Rugby, Gdańsk Sędzia: Loredana Juncanariu |
| 17 lipca 202112:00 |            | 0:15 |             | Gdański Stadion Lekkoatletyczny i Rugby, Gdańsk Sędzia: Loredana Juncanariu |

| 17 lipca 202112:22 | Polska U-18 | 38:17 | Węgry U-18 | Gdański Stadion Lekkoatletyczny i Rugby, Gdańsk Sędzia: Ana Pogosyani |
| 17 lipca 202112:22 |             | 38:17 |            | Gdański Stadion Lekkoatletyczny i Rugby, Gdańsk Sędzia: Ana Pogosyani |

| 17 lipca 202112:44 | Niemcy U-18 | 45:0 | Litwa U-18 | Gdański Stadion Lekkoatletyczny i Rugby, Gdańsk Sędzia: Petra Drušković |
| 17 lipca 202112:44 |             | 45:0 |            | Gdański Stadion Lekkoatletyczny i Rugby, Gdańsk Sędzia: Petra Drušković |

| 17 lipca 202115:00 | Turcja U-18 | 19:17 | Litwa U-18 | Gdański Stadion Lekkoatletyczny i Rugby, Gdańsk Sędzia: Aurélie Lemouzy |
| 17 lipca 202115:00 |             | 19:17 |            | Gdański Stadion Lekkoatletyczny i Rugby, Gdańsk Sędzia: Aurélie Lemouzy |

| 17 lipca 202115:22 | Niemcy U-18 | 5:12 | Polska U-18 | Gdański Stadion Lekkoatletyczny i Rugby, Gdańsk |
| 17 lipca 202115:22 |             | 5:12 |             | Gdański Stadion Lekkoatletyczny i Rugby, Gdańsk |

| 17 lipca 202115:44 | Szwecja U-18 | 32:0 | Łotwa U-18 | Gdański Stadion Lekkoatletyczny i Rugby, Gdańsk |
| 17 lipca 202115:44 |              | 32:0 |            | Gdański Stadion Lekkoatletyczny i Rugby, Gdańsk |

| 17 lipca 202117:34 | Łotwa U-18 | 5:43 | Węgry U-18 | Gdański Stadion Lekkoatletyczny i Rugby, Gdańsk |
| 17 lipca 202117:34 |            | 5:43 |            | Gdański Stadion Lekkoatletyczny i Rugby, Gdańsk |

| 17 lipca 202117:56 | Polska U-18 | 50:0 | Litwa U-18 | Gdański Stadion Lekkoatletyczny i Rugby, Gdańsk |
| 17 lipca 202117:56 |             | 50:0 |            | Gdański Stadion Lekkoatletyczny i Rugby, Gdańsk |

| 17 lipca 202118:18 | Szwecja U-18 | 5:29 | Niemcy U-18 | Gdański Stadion Lekkoatletyczny i Rugby, Gdańsk |
| 17 lipca 202118:18 |              | 5:29 |             | Gdański Stadion Lekkoatletyczny i Rugby, Gdańsk |